# Oozetetes
Oozetetes is een geslacht van vliesvleugeligen uit de familie Eupelmidae. De wetenschappelijke naam van dit geslacht is voor het eerst geldig gepubliceerd in 1970 door De Santis.

## Soorten
Het geslacht Oozetetes omvat de volgende soorten:
- Oozetetes bucheri De Santis, 1970
- Oozetetes compressicornis (Cameron, 1884)
- Oozetetes gigas (Cameron, 1884)
- Oozetetes magniclavatus (Ashmead, 1904)
- Oozetetes nyctiboraphagus Gibson, 2004
- Oozetetes splendens (Walker, 1862)
- Oozetetes testaceicornis (Cameron, 1884)